# Tommaso Tamburini
Tommaso Tamburini né à Caltanissetta le 6 mars 1591 et mort à Palerme le 10 octobre 1675
est un jésuite et théologien italien.

## Biographie
Tommaso Tamburini naquit à Caltanissetta, en Sicile, en 1591 d’une famille illustre, se fit jésuite, enseigna la théologie pendant 24 ans dans les collèges de Messine et de Palerme, fut ensuite censeur et consulteur du Saint Office, et mourut à Palerme, en 1675. Ses ouvrages, qui roulent tous sur la théologie morale, ont été recueillis, Lyon, 1659, et Venise, 1755, in-fol. Il y explique le Décalogue et les sacrements. Tamburini traduisit de latin en italien les livres de la Consolation de Philosophie de Boèce.
Son œuvre de théologie morale fait de lui l'un des plus importants représentants du probabilisme, et il dut à maintes reprises se défendre des accusations de laxisme. Plusieurs de ses propositions ont été condamnées par le Saint Office en 1665. Son œuvre peut à ce titre être rapprochée de celle de Juan Caramuel y Lobkowitz et de celle du théatin sicilien Antonino Diana. Il polémiqua en particulier contre le dominicain français Vincent Baron, et il également fortement attaqué par le dominicain Jean Baptiste Gonet.

## Œuvres
- Methodus expeditæ confessionis, 5 vol., Rome, 1647 ;
- De communione, Palerme, 1649 ;
- Explicatio decalogi, Venise, 1654, 1707 ; Milan, 1655 ; Munich, 1659 ;
- De sacrificio missæ, 3 vol. Anvers, 1656 ;
- De bulla cruciata, Palerme, 1663 ;
- Juris divini, naturalis et eccles. expositio, 3 vol., Palerme, 1659-60.